# Stacey Cook
Pour les articles homonymes, voir Cook.
Stacey Cook, née le 3 juillet 1984 à Truckee en Californie, est une skieuse alpine américaine dont la carrière sportive commence en 1999. Elle participe aux Championnats du monde juniors en 2003 et 2004 sans y remporter de médaille. Cook fait ses débuts en Coupe du monde lors de la saison 2004 et marque ses premiers points en décembre 2005. Spécialisée dans la descente, c'est dans cette discipline qu'elle monte sur ses deux premiers podiums en Coupe du monde le 30 novembre 2012 et le 1er décembre 2012 en prenant la deuxième place des descentes de Lake Louise derrière Lindsey Vonn.

## Biographie

### Débuts
Espoir du ski alpin américain, Stacey Cook participe à ses premières courses reconnus par la fédération internationale lors de la saison 2000 sur le continent nord-américain. Lors de la saison 2001, elle intègre le Coupe nord-américain (équivalence à la Coupe d'Europe sur le continent nord-américain). Elle confirme très vite les espoirs placés en elle puisqu'elle y devient l'une des meilleures skieuses dans les disciplines de vitesse que sont la descente et le super G. Troisième du classement de la descente et du super G en 2003, Cook remporte le classement général et de la descente en 2004 lui octroyant une place d'office en Coupe du monde la saison suivante. Elle participe également aux Championnats du monde junior en 2003 et 2004 mais y obtient des performances médiocres avec pour meilleur résultat une 18e place en descente en 2003 à Puy-Saint-Vincent.

### 2004-2010
Le 30 janvier 2004, elle dispute sa première épreuve de Coupe du monde avec une 41e place dans la descente d'Haus im Ennstal. Cook ne réussit pas vraiment ses débuts en Coupe du monde, notamment en raison d'une commotion cérébrale et d'un genou droit blessé dans un accident de ski en janvier 2005. Elle inscrit ses premiers points en Coupe du monde lors de la saison 2006 avec une 10e place en descente à Lake Louise suivie d'une 8e place le lendemain lors d'une seconde descente sur la même piste. Tout près d'un premier podium le 1er décembre 2006 avec une 4e place en descente à Lake Louise à onze centièmes de seconde de la troisième Nadia Fanchini, elle navigue généralement autour de la 25e place. 25e en 2006 puis 21e en 2007 sont ses deux classements de descente en Coupe du monde. Elle participe aux Championnats du monde de 2007 à Åre uniquement dans l'épreuve de la descente aux côtés de Lindsey Vonn, Julia Mancuso et Kirsten Clark. Les deux premières, nées également en 1984, jouent les premiers rôles en Coupe du monde. Stacey termine 16e et dernière Américaine de l'épreuve.
Elle recule dans la hiérarchie mondiale dans les années 2008 et 2009. Elle ne réalise aucun top 10 en Coupe du monde, hormis sa 9e place en descente aux Championnats du monde de 2009 à Val d'Isère profitant d'un dossard 5, épreuve que Vonn remporte.
Lors de la saison 2010, Stacey Cook renoue avec les top 10 en Coupe du monde. 9e lors de la descente d'Haus im Ennstal, elle se qualifie pour les Jeux olympiques de 2010 à Vancouver dans l'épreuve de la descente. Elle termine à une 11e place tandis que ses compatriotes Vonn et Mancuso occupent les deux premières places.

### 2011-2013
En 2011, malgré des performances en recul, elle participe à ses troisièmes Championnats du monde à Garmisch-Partenkirchen, son meilleur résultat est une 25e place en descente. Juste après les Mondiaux, elle réalise une excellente performance en Coupe du monde avec une 5e place sur la descente d'Åre, profitant encore un petit dossard (le 5). Elle participe aux finales de la Coupe du monde en descente à Lenzerheide où elle obtient la 9e place. Au classement de la descente en Coupe du monde, elle termine à la 19e place.
En 2012, elle réalise sa meilleure saison en prenant la 10e place du classement de la descente. Malgré l'absence de podiums, Cook réalise de nombreux top 10 tout au long de la saison - 9e à Lake Louise, 8e à Bad Kleinkirchheim, 6e à Cortina d'Ampezzo, 9e à Garmisch-Partenkirchen et 8e à Sotchi.
En 2012-2013, elle poursuit sa progression. Lors de sa première épreuve de la saison, elle monte pour la première fois de sa carrière sur un podium à l'âge de 28 ans. Elle prend la deuxième place de la descente de Lake Louise derrière Lindsey Vonn. Le lendemain, elle réédite la même performance derrière Vonn. Elle est plus tard sixième des Championnats du monde de Schladming en descente.

### 2014-2018: fin de carrière
Elle met fin à sa carrière sportive en 2018, n'ayant pu participer aux Jeux olympiques de Pyeongchang.

## Palmarès

### Jeux olympiques
Cook n'a jamais remporté de médailles lors de ses trois participations aux Jeux olympiques d'hiver en 2006, 2010 et 2014. Son meilleur résultat est une onzième place en descente en 2010 à Vancouver.
| Épreuve / Édition | Descente | Super G | Slalom géant | Slalom | Combiné |
| JO 2006 Turin     | 19e      | —       | —            | —      | —       |
| JO 2010 Vancouver | 11e      | 23e     | —            | —      | —       |
| JO 2014 Sotchi    | 17e      | Abandon | —            | —      | Abandon |

Légende :

— : Stacey Cook n'a pas participé à cette épreuve

### Championnats du monde
Stacey Cook n'a jamais remporté de médaille lors de ses six participations aux championnats du monde entre 2007 et 2017. Son meilleur résultat est une sixième place en descente lors des Mondiaux 2013 à Schladming.
| Épreuve / Édition          | Descente | Super G | Slalom géant | Slalom | Combiné |
| Mondiaux 2007 Åre          | 16e      | —       | —            | —      | —       |
| Mondiaux 2009 Val d'Isère  | 9e       | 22e     | —            | —      | 16e     |
| Mondiaux 2011 Garmisch     | 25e      | Abandon | —            | —      | —       |
| Mondiaux 2013 Schladming   | 6e       | —       | —            | —      | 10e     |
| Mondiaux 2015 Beaver Creek | 19e      | 13e     | —            | —      | —       |
| Mondiaux 2017 Saint-Moritz | —        | —       | —            | —      | 22e     |

Légende :

— : Stacey Cook n'a pas participé à cette épreuve

### Coupe du monde
- Meilleur classement général : 28e en 2014.
- 3 podiums.

#### Différents classements en Coupe du monde
Cook compte plus de 150 départs en Coupe du monde depuis la saison 2004. Elle marque ses premiers points lors de la saison 2006 lors d'une descente à Lake Louise. Elle compte deux podiums dans sa carrière avec deux secondes places obtenues le 30 novembre 2012 et le 1er décembre 2012 à Lake Louise derrière Lindsey Vonn. Spécialiste dans les disciplines de vitesse, elle a été dans le top 10 mondial de la descente lors de la saison 2012.
| Saison / Épreuve | Saison / Épreuve | Général | Général | Descente | Descente | Slalom | Slalom | Slalom géant | Slalom géant | Super G | Super G | Combiné | Combiné |
| ---------------- | ---------------- | ------- | ------- | -------- | -------- | ------ | ------ | ------------ | ------------ | ------- | ------- | ------- | ------- |
| Saison / Épreuve | Saison / Épreuve | Class.  | Points  | Class.   | Points   | Class. | Points | Class.       | Points       | Class.  | Points  | Class.  | Points  |
| 2006             | 2006             | 54e     | 102     | 25e      | 75       | -      | -      | 41e          | 19           | 51e     | 8       | -       | -       |
| 2007             | 2007             | 38e     | 196     | 21e      | 121      | -      | -      | -            | -            | 29e     | 49      | 24e     | 26      |
| 2008             | 2008             | 48e     | 122     | 39e      | 26       | -      | -      | 54e          | 3            | 21e     | 65      | 23e     | 28      |
| 2009             | 2009             | 110e    | 12      | 43e      | 6        | -      | -      | -            | -            | -       | -       | 42e     | 6       |
| 2010             | 2010             | 56e     | 120     | 17e      | 109      | -      | -      | -            | -            | 49e     | 7       | 39e     | 4       |
| 2011             | 2011             | 45e     | 144     | 19e      | 107      | -      | -      | -            | -            | 32e     | 26      | 32e     | 11      |
| 2012             | 2012             | 41e     | 180     | 10e      | 172      | -      | -      | -            | -            | 41e     | 8       | -       | -       |
| 2013             | 2013             | 31e     | 264     | 4e       | 244      | -      | -      | -            | -            | 34e     | 20      | -       | -       |
| 2014             | 2014             | 28e     | 247     | 18e      | 143      | -      | -      | -            | -            | 15e     | 104     | -       | -       |
| 2015             | 2015             | 34e     | 207     | 14e      | 156      | -      | -      | -            | -            | 29e     | 51      | -       | -       |
| 2016             | 2016             | 37e     | 254     | 15e      | 149      | -      | -      | -            | -            | 26e     | 56      | 40e     | 9       |
| 2017             | 2017             | 46e     | 163     | 13e      | 153      | -      | -      | -            | -            | 57e     | 2       | 45e     | 8       |
| 2018             | 2018             | 62e     | 99      | 21e      | 99       | -      | -      | -            | -            | -       | -       | -       | -       |

### Championnats du monde junior
Stacey Cook a participé à deux éditions des championnats du monde junior en 2003 et 2004. Toutefois, elle n'a jamais remporté de médailles, son meilleur résultat étant une 18e place en descente lors des Mondiaux 2003 à Puy-Saint-Vincent (France).
| Épreuve / Édition               | Descente | Super G | Slalom géant | Slalom | Combiné |
| Mondiaux 2003 Puy-Saint-Vincent | 18e      | Abandon | -            | -      | -       |
| Mondiaux 2004 Maribor           | 25e      | 24e     | 20e          | 50e    | 19e     |

### Coupe nord-américaine
- Gagnante du classement général en 2004.
- Gagnante du classement de descente en 2004.
- 9 victoires.

### Championnats des États-Unis
- Championne de super G en 2006 et 2008.
- Championne de descente en 2008.